# Фредди Старр
Фредди Старр (англ. Freddie Starr, настоящее имя Фредерик Лесли Фауэлл, англ. Frederic Leslie Fowell; 9 января 1943, Ливерпуль, Великобритания — 9 мая 2019) — английский актёр, комик, пародист и певец.

## Биография
Под своим настоящим именем снялся в фильме Violent Playground (1958).
В ранние шестидесятые был вокалистом поп-группы The Midnighters, промоутером которой был Брайан Эпштейн. Старр выступал в ночных клубах в Гамбурге и был знаком с участниками группы The Beatles.
Однако широкой публике он стал известен после участия в шоу талантов Opportunity Knocks, в котором выступил совместно с группой The Delmonts (они подготовили комедийно-музыкальный номер). В 1970 году он появился в шоу Royal Variety Performance. С 1972 года он был одним из основных участников телепередачи Who Do You Do, а затем телепередачи Joker’s Wild. После этого он начал делать собственное шоу.

## «Фредди Старр съел моего хомячка»
В 1986 году Фредди Старр стал персонажем одного из самых известных газетных заголовков в Великобритании — FREDDIE STARR ATE MY HAMSTER (англ. «Фредди Старр съел моего хомячка»). Заголовок появился в номере таблоида The Sun от 13 марта.
Как указано в статье, это произошло в Бёрчвуде (графство Чешир), в доме Винса МакКаффри и его 23-летней подруги, Лии Ла Салль. Старр, как утверждалось в статье, вернулся под утро с выступления в одном из манчестерских клубов и потребовал, чтобы Лия сделала ему бутерброд. Когда она отказалась, он пошел на кухню, положил её хомячка между двух ломтей хлеба и приступил к его поеданию.
В 2001 году вышла автобиография Старра Unwrapped, где он излагает свою версию событий: по его словам, в доме Винса МакКаффри он был один раз, в 1979 году, а весь инцидент — выдумка: «Я никода не ел… хомячков, песчанок, морских свинок, мышей, землероек, полёвок или каких-нибудь других мелких млекопитающих». Человек, стоящий за этой историей — британский публицист Макс Клиффорд. На вопрос телеведущей Эстер Ранцен, ел ли в самом деле Старр хомячка, Клиффорд ответил: «Конечно, нет». Однако виноватым он себя не ощущал, настаивая на том, что, мол, эта история стала лишним толчком в карьере Фредди Старра.
В мае 2006 года Би-би-си признала заголовок «Фредди Старр съел моего хомячка» самым узнаваемым заголовком прошлого века.
В одном из интервью Фредди Старр признавался: «Мне уже осточертело, что люди на улицах кричат: „Ты в самом деле съел того хомячка, Фредди?“ Теперь я говорю так: „Дайте мне один фунт, и я вам скажу“. Затем, если мне дают фунт, я говорю „Нет“ и ухожу».
Заголовок «Freddie Starr Ate My Hamster» был пародийно обыгран Бенни Хиллом в одном из скетчей: Фред Скаттл, редактор вымышленного таблоида Daily Scuttle, показывает, что в его газете есть статья под заголовком FREDDIE STARR ATE MY HELICOPTER (англ. «Фредди Старр съел мой вертолет»).
Заголовок был также использован в названии компьютерной стратегии «Rock Star Ate My Hamster» (англ. «Рок-звезда съела моего хомячка»), выпущенной в 1988 году.

## Дальнейшая карьера
Если не считать нескольких единоразовых появлений на телевидении, с конца девяностых годов Фред Скаттл на британском телевидении не выступал: его передача The Freddie Starr Show, шедшая на телеканале ITV в период с 1996-го по 1998 годы, была его последней крупной телевизионной работой. Его выступления в передачах An Audience with Freddie Starr (1996) и Another Audience with Freddie Starr (1997), шедших на телеканале ITV, подверглись критике.
В 1999 году он совместно с топ-моделью и телеведущей Мелиндой Мессенджер вел игровое шоу Beat The Crusher. В 2004 году он появился на телевидении как одна из звезд в реалити-шоу Celebrity Fit Club, где его сделали капитаном команды, однако через три недели его «понизили в должности», так как он отнесся к этой роли не слишком серьезно.
В январе 2008 года он и его тогдашняя жена Донна приняли участие в шоу Celebrity Wife Swap (англ. «Звездный обмен женами»), где менялись с певицей Самантой Фокс и её партнершей Мирой Стрэттон.
В марте 2009 года он принял участие в шоу Living with the Dead — о людях, которых преследуют призраки.
В 2010 году Старр должен был отправиться в тур, но тур был прерван из-за инфаркта миокарда в апреле того же года. Старру сделали коронарное шунтирование. Тур перенесли на 2011 год, когда Старр пошел на поправку.
Фредди Старр принимал участие в шоу I’m a Celebrity… Get Me Out Of Here, но выбыл по состоянию здоровья.

## Личная жизнь
Фредди Старр в четвертый раз женился в январе 2013 года. Его избранницей стала 34-летняя женщина по имени София Ли.

## Смерть
Фредди Старр был найден мёртвым в своём доме в Михасе (Коста-дель-Соль, Испания). Вскрытие показало, что он умер от ишемической болезни сердца. 

## Интересные факты
- В марте 1974 года сингл Фредди Старра It’s You вошел в Top 40 Великобритании (занял 10-е место)[6].
- Фредди Старр — болельщик футбольного клуба Everton. В 1984 году в финале Кубка Англии Everton проиграл футбольному клубу Watford со счетом 2:0. Старр пришел на лужайку перед гостиницей, в которой жили футболисты Эвертона, и устроил для них импровизированное комедийное шоу.

## Фредди Старр и «дело Джимми Сэвила»
1 ноября 2012 года Старр был арестован в связи с «делом Джимми Сэвила» (ныне покойный британский телеведущий, которого сейчас обвиняют в педофилии). Актеру было предъявлено обвинение в том, что он совратил 14-летнюю девочку в гримерке Сэвила. По этому обвинению он был помещен под стражу, а затем выпущен под залог. Однако 24 апреля текущего года он был вновь арестован по новым обвинениям в сексуальных домогательствах. Как отмечается в сообщении Би-би-си, новые обвинения не связаны с расследованием «дела Сэвила».